# 詹姆斯·肖特

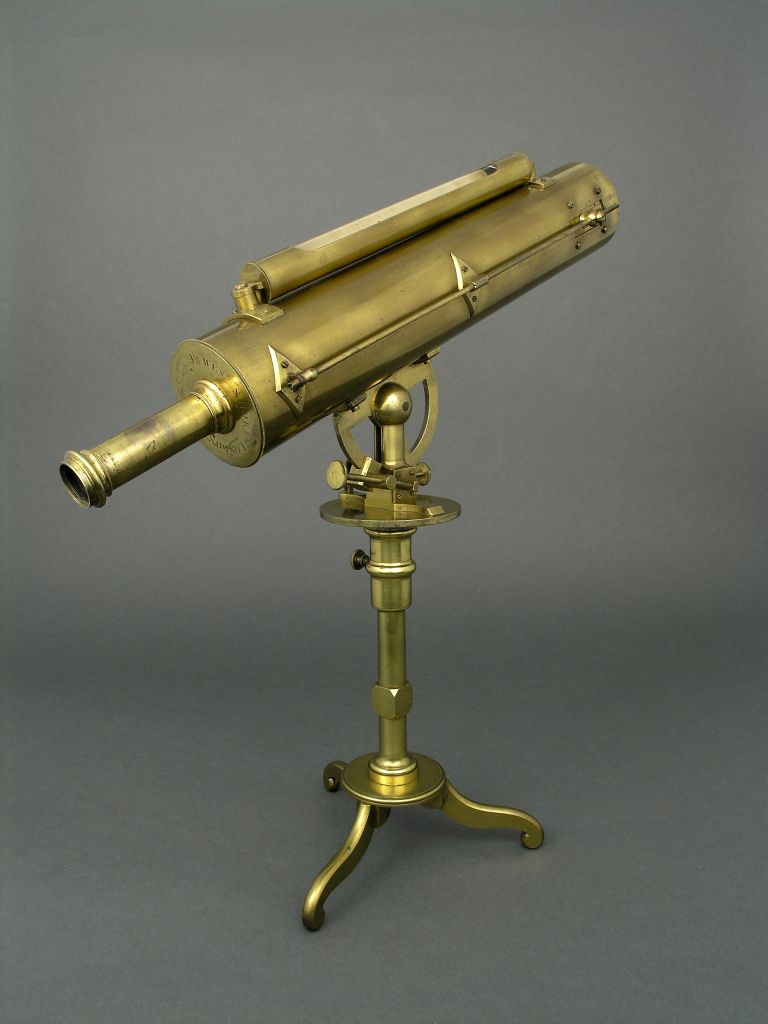
肖特制作的黄铜望远镜，现收藏于伯明翰智库科学博物馆。

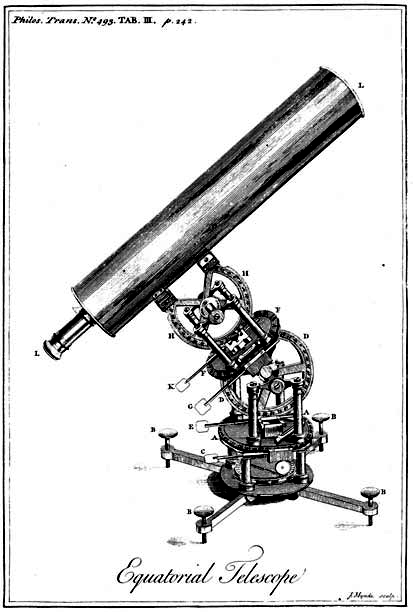
詹姆斯·肖特制作的反射式望远镜

詹姆斯·肖特（英語：James Short；1710年6月10日—1768年6月15日），是一位苏格兰数学家、配镜师和望远镜制造师。
1710年生于爱丁堡，最初在爱丁堡教会的皇家高中（Royal High School）接受了教育。后肖特吸引了大学数学教授麦克劳林的注意，1732年他准许肖特使用学院房间进行望远镜的制作。
肖特首架望远镜的镜头按照詹姆斯·格雷果里的建议用玻璃制成，但后来他只使用金属镜头，从而成功地使这些镜头得到真正的凹凸面。后来，肖特将望远镜的制作，作为自己一生的职业，当他的望远镜制作在爱丁堡成熟后，就迁到了伦敦。
肖特制作的所有望远镜几乎都是格里式望远镜，它们中的一些甚至在今天仍保留其原有的高光泽和高清晰度。
1736年卡罗琳王后曾邀请他做她第二个儿子-威廉王子的数学指导。
1737年3月，他被入选为英国皇家学会外籍会士，并在1758年又成为瑞典皇家科学院外籍会员。
1768年，肖特在伦敦因顿巴茨(Newington Butts)去世，通过一生的工作，他获取了相当丰裕的财富。

## 参引
1. ↑  . 皇家协会.   [2010年10月15日].[永久]

- . . London: Smith, Elder & Co. 1885–1900.